# Willys M38
La Willys M38 è un veicolo prodotto negli Stati Uniti dalla Willys-Overland negli anni cinquanta.

## Storia
Durante la Guerra di Corea la mancanza di un sufficiente numero di jeep per i reparti dell'US Army, determinò la necessità di avere un nuovo mezzo con le medesime caratteristiche. Nacque così la Willys M38, chiamata anche Willys Model MC, elaborazione in chiave militare della CJ3-A, sempre prodotta dalla Willys.
La M38 fu costruita dal luglio 1950 al settembre 1952, con una produzione di poco inferiore a 61500 mezzi. Questo veicolo leggero multiruolo ha avuto una buona diffusione, ma dopo poco tempo è stato sostituito dalla M38A1.

### Tecnica
La M38 disponeva del motore “Go Devil” L-Head 134 I4 a valvole laterali, che risultò un po' sottodimensionato per via dell'aumentato peso del veicolo. Il cambio era il T-90 a 3 marce.

## M38A1

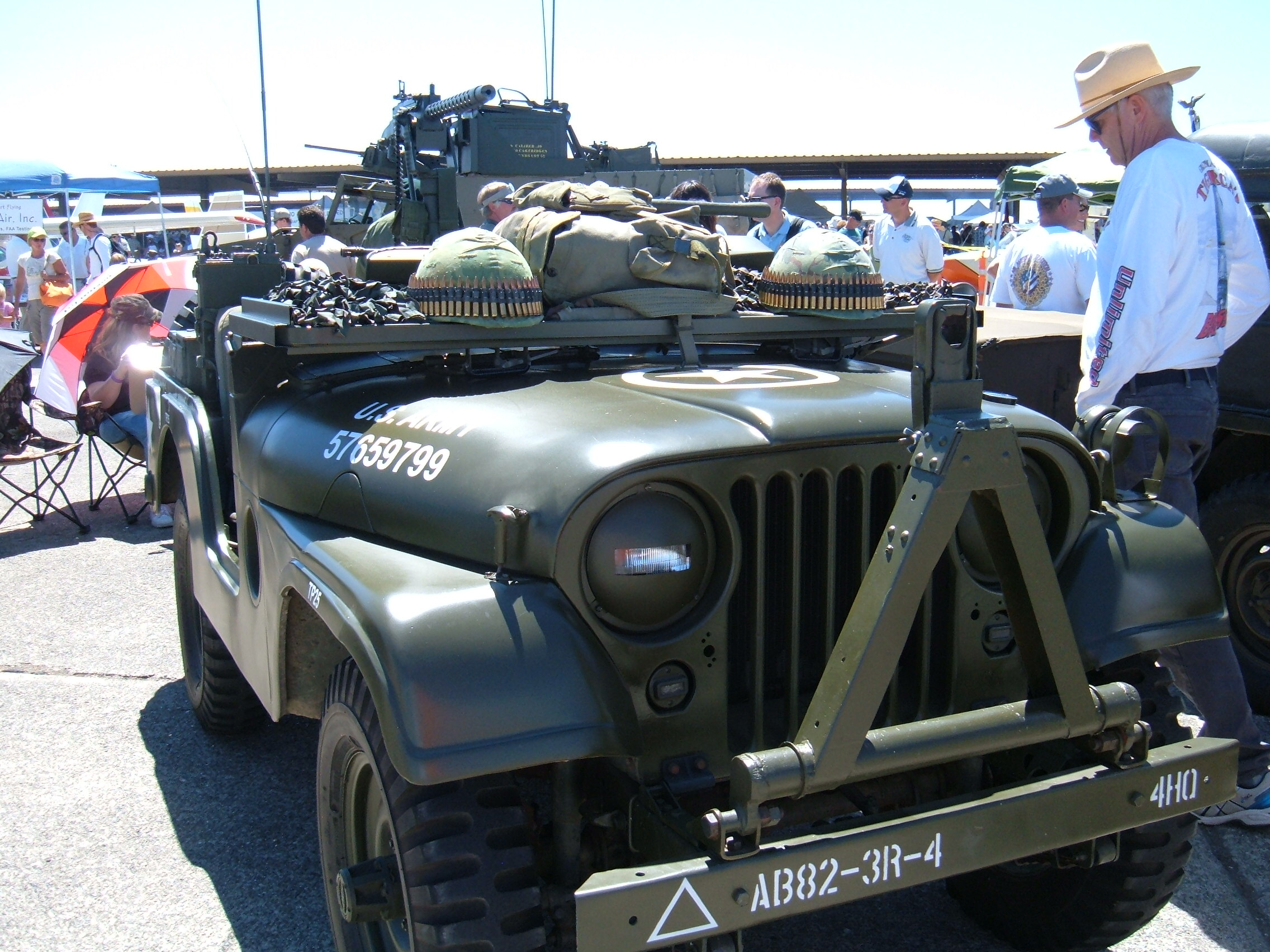
Una Willys M38A1.

Alla fine del 1952 venne introdotta la M38A1, nota anche come Willys Model MD: si trattava di una versione con molti aggiornamenti e differenze non solo estetiche. È rimasta in produzione fino al 1957, con 101488 esemplari prodotti, di cui 80290 per l'esercito americano e 21198 venduti a Paesi stranieri.
La M38A1 servì come base per lo sviluppo della CJ-5, lanciata nel 1955.
Questo veicolo ha avuto una larga diffusione, ma in seguito è stato sostituito dalla M151 "MUTT".

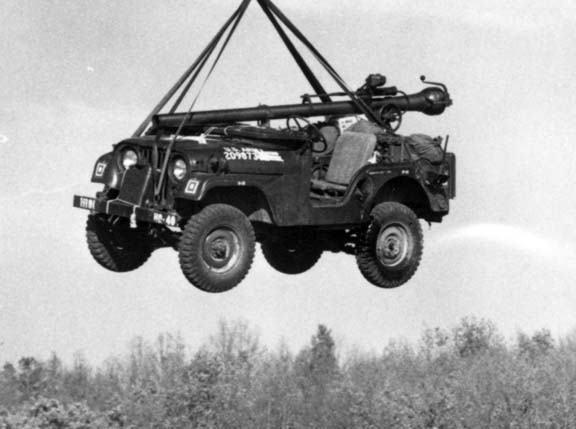
Willys M38A1 aviotrasportata.

### Tecnica
La M38A1 disponeva del motore “Hurricane” a quattro cilindri da 2,2 litri. Il cambio era il T-90 a 3 marce.
- Lunghezza: 3,53 m.
- Larghezza: 1,55 m.
- Passo: 2,06 m.

Era dotata di un impianto elettrico completamente stagno a 24v secondo le normative imposte dalla NATO, un impianto per effettuare i guadi (fording) veniva installato di serie su questi veicoli offrendo la possibilità di rendere questa Jeep parzialmente anfibia.

## Versioni
CJ-3A
M38